# 多田グリーンハイツ
多田グリーンハイツ（ただグリーンハイツ）は、兵庫県川西市に所在するニュータウンである。
西武グループ（国土計画）企業であった朝日化学工業（のちの西武化学工業）が同市の多田山林約231万平方メートルを開発を目的に取得。1966年分譲を開始。それを継承した西武流通グループの企業であった西武都市開発（のちの西洋環境開発）・三井信託銀行が開発を進展させた。緑台・向陽台・水明台（全て川西市）が所属している。
最寄り駅は能勢電鉄平野駅。同駅前のバスターミナルから出発する阪急バスが中を循環している。
これらの開発計画と関連して、1960年代には西武グループによる能勢電鉄の買収計画が立てられていたことがあった（その後、阪急電鉄が能勢電鉄の増資を引き受けたことにより西武による買収計画は消滅した）。

## 歴史
- 1965年 開発開始。
- 1967年 緑台入居開始。
- 1969年 兵庫県立川西緑台高等学校開校。
- 1970年 向陽台入居開始。
- 1971年 川西市立緑台小学校開校。
- 1972年 水明台入居開始。
- 1974年 川西市立陽明小学校開校。
- 1974年 川西市立松風幼稚園開園。4月に緑台小学校で発足し、5月に現在地に移転。
- 1976年 私立平野幼稚園開園。
- 1979年 川西市立緑台中学校開校。

## 会員世帯・人口
- 6,564世帯、13,402人（2023年現在）[3]